# Sir Ector

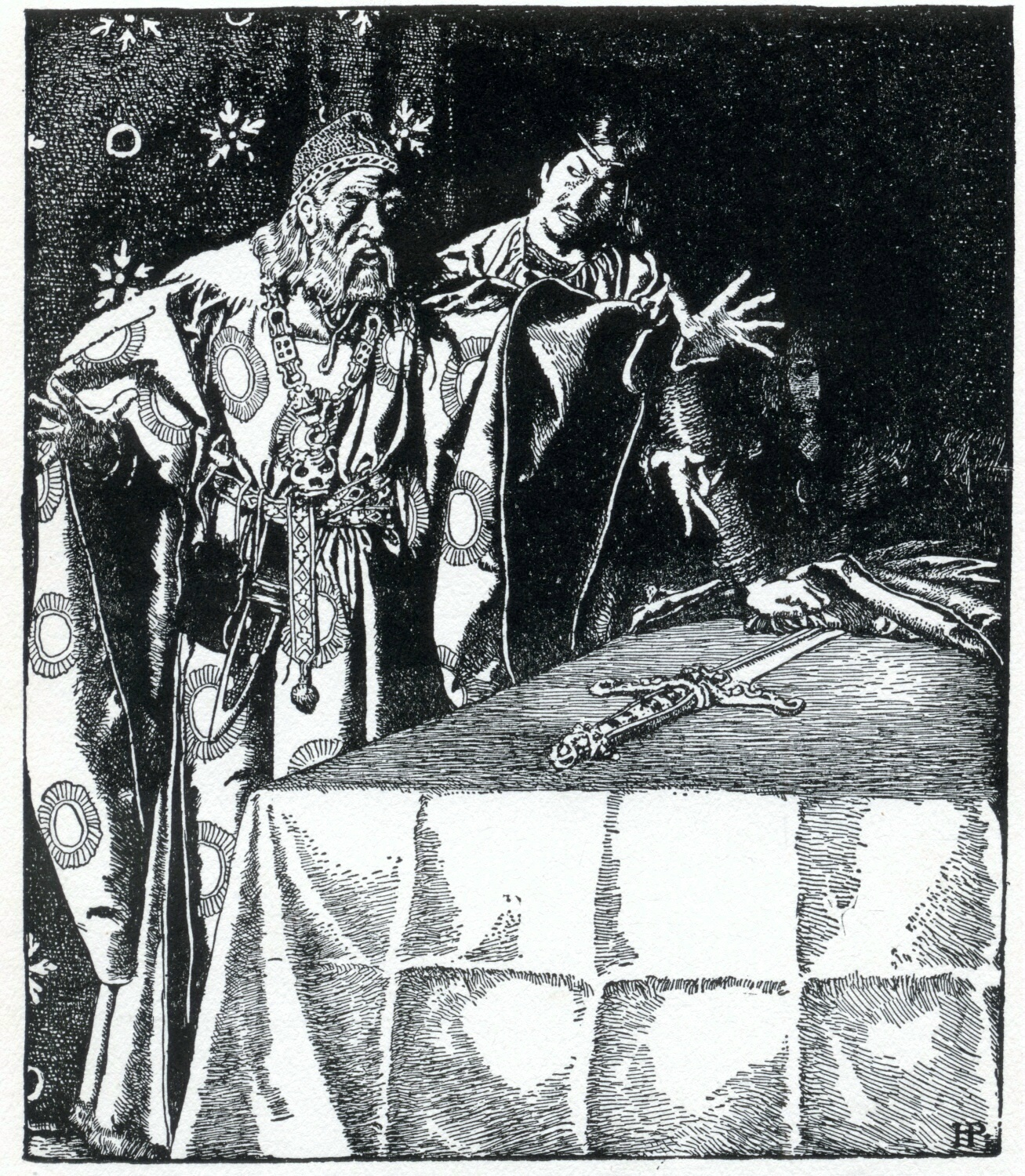
Howard Pyle (1903) Sir Kay zeigt seinem Vater Sir Ector das „Magische Schwert“.

Sir Ector [ˈɛktɵr] (manchmal Hector,  Antor oder Bedwere) ist eine Sagenfigur der mittelalterlichen Artusromane. Er ist der Vater von Sir Kay und der Pflegevater von König Artus.

## Hintergrund
Ector erscheint in den Werken von Robert de Boron und in Thomas Malorys Le Morte d’Arthur. In diesen Versionen ist es Merlin, der Artus von seinem leiblichen Eltern König Uther Pendragon und Lady Igraine wegbringt und ihn in die Obhut Sir Ectors gibt. Merlin verheimlicht diesem die wahre Identität des Jungen. Sir Ector nimmt ihn bei sich auf und erzieht ihn zusammen mit seinem eigenen Sohn Kay.
In einer Episode des Morte d’Arthur begeben sich Sir Ector und seine beiden Söhne Kay und Artus zu einem Turnier, als Sir Kay plötzlich bemerkt, dass er sein Schwert im Hause seines Vaters vergessen hat. Kay bittet daher den jungen Artus es geschwind für ihn zu holen. Dieser reitet sofort los, aber als er das Haus erreicht ist dort niemand und so findet er das Schwert nicht. Er entscheidet sich kurzerhand dafür, jenes Schwert zu nehmen, das im Kirchhof in einem Felsblock steckt. Er zieht es ohne Schwierigkeiten heraus und bringt es zu Sir Kay. Dieser erkennt sofort, dass es sich um das magische Schwert Excalibur handelt.
Er bringt dieses Schwert nun zu seinem Vater Sir Ector und beansprucht die Krone des Königreiches für sich. Sein Vater lässt ihn in der Kirche unter Eid bezeugen, wie er an dieses Schwert gekommen ist. Kay sagt daraufhin wahrheitsgemäß, dass es Artus war, der es ihm brachte. So befragt Ector auch Artus und er bemerkt dabei, dass dieser Junge nach dem Willen Gottes der zukünftige König sein soll. Um die Wahrheit zu überprüfen, lassen sie Artus das Schwert zurück in den Felsen stecken und der Versuch Sir Ectors, es wieder herauszuziehen, misslingt.
In den walisischen Geschichten wird der Vater von Sir Kay stattdessen Cynyr oder Ceinfarfog genannt.